# Paranormal Activity (loạt phim)
Paranormal Activity (tựa Việt: Lời nguyền bí ẩn hay Hiện tượng siêu nhiên) là một loạt phim theo thể loại kinh dị siêu nhiên của Hoa Kỳ, mà đến nay đã bao gồm 5 bộ phim. Được sáng lập bởi Oren Peli, bộ phim gốc được phát hành rộng rãi vào năm 2009.
Loạt phim nói về một gia đình bị ám bởi một thế lực quỷ dữ, nơi nó theo dõi, làm cho hoảng sợ và sau cùng giết nhiều thành viên trong gia đình và nhiều người ngoài cuộc. Cả loạt phim sử dụng thể loại found footage, sử dụng máy quay phim cầm tay, máy ghi hình an ninh và nhiều thiết bị ghi hình lớn nhỏ khác trong toàn bộ thời gian của bộ phim. Loạt phim này nhận được những ý kiến trái chiều, với phần đầu và phần thứ ba nhận được nhiều ý kiến tích cực từ phía chuyên môn, trong khi phần hai và phần phim phụ Paranormal Activity: The Marked Ones nhận được những ý kiến lãnh đạm hơn và phần bốn nhận được nhiều ý kiến tiêu cực. Loạt phim này cũng là một thành công lớn về mặt thương mại, có lợi nhuận lớn nhờ vào các phần phim tiếp theo.

## Sự tiến triển
Đạo diễn Oren Peli thật ra là một kẻ sợ ma trong suốt cuộc đời của mình, thậm chí sợ cả bộ phim hài Ghostbusters, nhưng anh chuyển đổi nỗi sợ đó thành một thứ gì đó tích cực và sinh lời hơn nhiều. Peli bỏ ra một năm để tân trang lại chính căn nhà mình để quay phim, bao gồm việc sơn lại các bức tường, thêm các vật dụng khác, đặt thêm tấm thảm và xây nơi để cầu thang. Trong khoảng thời gian đó, ông cũng nghiên cứu về các hiện tượng siên nhiên và ma quỷ, khẳng định rằng, "Chúng tôi muốn bộ phim trở nên thật nhất có thể." Các hiện tượng của bộ phim thường diễn ra về đêm khi mọi người đang ngủ và dễ dàng bị tấn công.
Trong lúc tuyển diễn viên, họ xem qua "vài trăm người" trước khi gặp Katie Featherston và Micah Sloat. Anh ban đầu tuyển họ tách biệt nhau rồi sau đó gọi họ lại và thử vai cùng nhau. Peli bị ấn tượng bởi sự ăn ý giữa hai diễn viên, anh chia sẻ, "Nếu bạn xem bộ phim, có lẽ bạn nghĩ họ biết nhau nhiều năm trước đó rồi." Trong khi xuất hiện tại The Jay Leno Show ngày 3 tháng 11 năm 2009, Featherston có nhắc đến việc họ được trả lương là 500 đô-la cho vai diễn này.
Paramount và DreamWorks thuê biên kịch truyền hình Michael R. Perry để sáng lập nên Paranormal Activity 2. Oren cũng tham gia sản xuất cho phần phim này. Kevin Greutert, đạo diễn của Saw VI, ban đầu được trả tiền để chỉ đạo phần phim này; nhưng dù vậy, Lions Gate Entertainment thi hành một điều luật trong bản hợp đồng để anh tham gia chỉ đạo cho bộ phim cuối cùng trong loạt phim Saw. Cả hai diễn viên chính của phần đầu, Katie Featherston và Micah Sloat, đều được quay lại trong phần này. Kip Williams tham gia đạo diễn cho phần phim này và khâu sản xuất bắt đầu từ tháng 5 năm 2010 và được phát hành vào tháng 10 trong cùng năm đó.
Phần 3 và 4 của loạt phim được Henry Joost và Ariel Schulman tham gia làm đạo diễn. Khâu sản xuất cho bộ phim thứ ba được bắt đầu từ tháng 6 năm 2011 và được phát hành ngày 21 tháng 10 cùng năm. Phần bốn được quay vào tháng 6 năm 2012 và dược phát hành ngày 19 tháng 10.
Một bộ phim phụ mang tên Paranormal Activity: The Marked Ones được phát hành ngày 3 tháng 1 năm 2014 với phần sản xuất trở lại của Oren với phần biên kịch của Christopher B. Landon.
Bộ phim thứ năm của loạt phim, Paranormal Activity 5, ban đầu được dự kiến phát hành ngày 25 tháng 10 năm 2013, nhưng sau đó được dời lại vào ngày 24 tháng 10 năm 2014. Với phần phim lần này, Gregory sẽ tham gia làm đạo diễn, cùng với sự sản xuất của Oren Peli và Jason Blum, Katie Featherston vẫn tiếp tục quay lại trong phần phim này. Cuối tháng 9 năm 2013, Paramount có thuê hai biên kịch từ bộ phim Almanac là Jason Pagan và Andrew Stark để viết kịch bản cho phần tới. Bộ phim được quay từ tháng 2 năm 2014 tại Los Angeles.

## Các bộ phim

### Paranormal Activity(2009)
Một cặp vợ chồng trẻ, Katie và Micah, bị quấy rối bởi quỷ dữ mà Katie tin đã đi theo cô suốt cuộc đời mình. Bộ phim được thiết kế theo thể loại found footage khi Micah quay lại toàn bộ hoạt động trong căn nhà của mình.

Đêm đầu tiên: 18 tháng 9 năm 2006 - Đêm thứ 21: 8 tháng 10 năm 2006

### Paranormal Activity 2(2010)
Lấy bối cảnh trước diễn biến của bộ phim đầu vài tuần, chị gái của Katie, Kristi Rey và gia đình của cô trải qua nhiều hiện tượng lạ lùng sau khi con trai của họ, Hunter, được sinh ra. Bộ phim tiếp tục sử dụng camera an ninh và camera cầm tay trong vài cảnh của bộ phim.

Đêm đầu tiên: 7 tháng 8 năm 2006 - Đêm thứ 19: 25 tháng 8 năm 2006 (+ Đêm X: 9 tháng 10 năm 2006)

### Paranormal Activity 3(2011)
Bộ phim được lấy bối cảnh năm 1988, tập trung vào Katie và Kristi lúc nhỏ cùng quỷ dữ tên "Toby". Mẹ của họ, Julie và bạn trai của bà, Dannis, lo lắng về điều đó. Vậy nên anh ta đặt nhiều camera xung quanh nhà và camera cầm tay để theo dõi mọi thứ.

Đêm đầu tiên: 10 tháng 9 năm 1988 - Đêm thứ 15: 24 tháng 9 năm 1988

### Paranormal Activity 4(2012)
Bộ phim lấy bối cảnh vào tháng 11 năm 2011 và theo Katie và đứa con trai bí ẩn của cô ta, người vừa dọn nhà ở chung với nhau. Hàng xóm của họ, Alex và gia đình của cô ấy, bắt đầu trải qua những lần bị ám, đặc biệt là em trai của Alex, Wyatt. Bộ phim bao gồm những hoạt động được ghi lại trên webcam MacBook, camera, camera trên iPhone và Kinect.

Đêm đầu tiên: 6 tháng 11 năm 2011 - Đêm thứ 13: 18 tháng 11 năm 2011

### Paranormal Activity: The Marked Ones(2014)
Bộ phim lấy bối cảnh vào tháng 6 năm 2012, sau các sự kiện của Paranormal Activity 4 và lấy khung cảnh tại Oxnard, California, nơi một nhóm thanh thiếu niên chạm trán với quỷ dữ và một trong số họ bị chúng "đánh dấu". Có những cảnh không được chú thích trong các phần phim trước được giải thích trong bản phim phụ này.

### Paranormal Activity 5(2014)
Bộ phim thứ năm, tính theo tổng thể là bộ phim thứ sáu, được dự tính phát hành vào ngày 24 tháng 10 năm 2014. Vào tháng 1 năm 2014, chi tiết nội dung phim được xác nhận với một gia đình mới cùng Ryan, Emily, con gái của họ - Leila và em trai của Ryan - Mike đã chuyển tới Palo Alto, California cách đó không lâu để Ryan có thể bắt đầu công việc mới như là một nhà thiết kế video game. Trước khi dời đi, họ định cư tại New York và có một bé gái đã mất trong một năm trước của bộ phim. Đây cũng là bộ phim có sự chỉ đạo lần đầu tiên của Gregory Plotkin, người biên tập các bộ phim Paranormal Activity trước đây.

### Trong tương lai
Christopher B. Landon xác nhận phần cuối của bộ phim được lên kế hoạch và họ sẽ thực hiện thêm vài bộ phim nữa để hoàn thiện câu chuyện của Paranormal Activity.

## Dàn diễn viên
| Nhân vật                | Phim                       | Phim                                     | Phim                                                   | Phim                         | Phim                                                | Phim |
| Nhân vật                | Paranormal Activity (2009) | Paranormal Activity 2 (2010)             | Paranormal Activity 3 (2011)                           | Paranormal Activity 4 (2012) | Paranormal Activity: The Marked Ones (2014)         |      |
| ----------------------- | -------------------------- | ---------------------------------------- | ------------------------------------------------------ | ---------------------------- | --------------------------------------------------- | ---- |
| Katie Featherston       | Katie Featherston          | Katie Featherston                        | Chloe Csengery (lúc nhỏ) Katie Featherston (đã lớn)    | Katie Featherston            | Chloe Csengery (lúc nhỏ) Katie Featherston (đã lớn) |      |
| Micah Sloat             | Micah Sloat                | Micah Sloat                              |                                                        |                              | Micah Sloat                                         |      |
| Dr. Fredrichs           | Mark Fredrichs             |                                          |                                                        |                              |                                                     |      |
| Amber                   | Amber Armstrong            |                                          |                                                        |                              |                                                     |      |
| Diane                   | Ashley Palmer              |                                          |                                                        |                              |                                                     |      |
| Kristi Rey              |                            | Sprague Grayden                          | Jessica Tyler Brown (lúc nhỏ) Sprague Grayden (đã lớn) | Sprague Grayden              | Jessica Tyler Brown (lúc nhỏ)                       |      |
| Daniel Rey              |                            | Brian Boland                             | Brian Boland                                           | Brian Boland                 |                                                     |      |
| Ali Rey                 |                            | Molly Ephraim                            |                                                        |                              | Molly Ephraim                                       |      |
| Hunter Rey/Wyatt Nelson |                            | Jackson Xenia Prieto William Juan Prieto |                                                        | Aiden Lovekamp               |                                                     |      |
| Brad                    |                            | Seth Ginsberg                            |                                                        |                              |                                                     |      |
| Martine                 |                            | Vivis Cortez                             |                                                        |                              |                                                     |      |
| Dennis                  |                            |                                          | Chris Smith                                            |                              |                                                     |      |
| Julie                   |                            |                                          | Lauren Bittner                                         |                              |                                                     |      |
| Lois                    |                            |                                          | Hallie Foote                                           |                              |                                                     |      |
| Randy Rosen             |                            |                                          | Dustin Ingram                                          |                              |                                                     |      |
| Alexandra "Alex" Nelson |                            |                                          |                                                        | Kathryn Newton               |                                                     |      |
| Ben                     |                            |                                          |                                                        | Matt Shively                 |                                                     |      |
| Robbie                  |                            |                                          |                                                        | Brady Allen                  |                                                     |      |
| Doug Nelson             |                            |                                          |                                                        | Stephen Dunham               |                                                     |      |
| Holly Nelson            |                            |                                          |                                                        | Alexondra Lee                |                                                     |      |
| Jesse                   |                            |                                          |                                                        |                              | Andrew Jacobs                                       |      |
| Hector                  |                            |                                          |                                                        |                              | Jorge Diaz                                          |      |
| Marisol                 |                            |                                          |                                                        |                              | Gabrielle Walsh                                     |      |
| Arturo                  |                            |                                          |                                                        |                              | Richard Cabral                                      |      |
| Oscar Hernandez         |                            |                                          |                                                        |                              | Carlos Pratts                                       |      |
| Penelope                |                            |                                          |                                                        |                              | Catherine Toribio                                   |      |

## Phim không chính thức

### Paranormal Activity 2: Tokyo Night
Một phần phiên bản không chính thức của Nhật Bản được phát hành năm 2010. Bộ phim xoay quanh Haruka Yamano, người bị gãy chân vì một tai nạn xe hơi. Cô phải ở nhà cùng với em trai mình trong khi cha mình đang ở xa trong khi những hiện tượng kì lạ cứ diễn ra trong nhà mình. Sau đó phim có tiết lộ, chính Haruka giết Katie bị ám trong tai nạn xe hơi, khiến linh hồn quỷ dữ truyền qua cô.

## Đón nhận

### Ý kiến chuyên môn
| Phim                                 | Rotten Tomatoes    | Metacritic        |
| ------------------------------------ | ------------------ | ----------------- |
| Paranormal Activity                  | 83% (192 đánh giá) | 68% (24 đánh giá) |
| Paranormal Activity 2                | 58% (130 đánh giá) | 53% (23 đánh giá) |
| Paranormal Activity 3                | 68% (117 đánh giá) | 59% (25 đánh giá) |
| Paranormal Activity 4                | 24% (103 đánh giá) | 40% (22 đánh giá) |
| Paranormal Activity: The Marked Ones | 39% (75 đánh giá)  | 44% (16 đánh giá) |
| Đánh giá trung bình                  | 67%                | 53%               |

### Diễn biến tại phòng vé
| Phim                                 | Ngày phát hành       | Các khu vực  | Các khu vực  | Các khu vực        | Xếp hạng trên phòng vé  | Xếp hạng trên phòng vé     | Kinh phí    | Ghi chú |
| Phim                                 | Ngày phát hành       | Hoa Kỳ       | Nước ngoài   | Trên toàn thế giới | Trong nước mọi thời đại | Toàn thế giới mọi thời đại | Kinh phí    | Ghi chú |
| ------------------------------------ | -------------------- | ------------ | ------------ | ------------------ | ----------------------- | -------------------------- | ----------- | ------- |
| Paranormal Activity                  | 25 tháng 9 năm 2009  | $107,918,810 | $85,436,990  | $193,355,800       | #486                    | —                          | $15,000     | [ 16 ]  |
| Paranormal Activity 2                | 22 tháng 10 năm 2010 | $84,752,907  | $92,759,125  | $177,512,032       | #687                    | —                          | $3 triệu    | [ 17 ]  |
| Paranormal Activity 3                | 21 tháng 10 năm 2011 | $104,028,807 | $103,011,037 | $207,039,844       | #514                    | #528                       | $5 triệu    | [ 18 ]  |
| Paranormal Activity 4                | 19 tháng 10 năm 2012 | $53,921,300  | $88,917,657  | $142,838,957       | #1,253                  | —                          | $5 triệu    | [ 19 ]  |
| Paranormal Activity: The Marked Ones | 3 tháng 1 năm 2014   | $32,396,575  | $53,900,000  | $86,296,575        | #2,102                  | —                          | $5 triệu    | [ 20 ]  |
| Tổng cộng                            | Tổng cộng            | $383018399   | $424024809   | $807043208         | —                       | —                          | $18,015,000 |         |